# Österreichische Mineralogische Gesellschaft
Die Österreichische Mineralogische Gesellschaft, kurz ÖMG, ist die berufsständische Vertretung der Mineraloginnen und Mineralogen in Österreich.

## Struktur und Aufgaben
Der Verein ist ein wissenschaftlicher Verein zur Förderung der gesamten mineralogischen Wissenschaften: Mineralogie, Kristallographie, Petrologie und Geochemie. Zurzeit hat die ÖMG etwa 270 Mitglieder, die sowohl natürliche Personen als auch Institutionen sein können.
Neben Publikation und Öffentlichkeitsarbeit vertritt sie Österreich auch in der International Mineralogical Association (IMA).
Das Sekretariat der ÖMG ist an der Mineralogisch-Petrographischen Abteilung des Naturhistorischen Museums Wien.

## Geschichte
Sie wurde 1901 als Wiener Mineralogische Gesellschaft von Friedrich Becke und Friedrich Martin Berwerth gegründet und der erste Präsident war Gustav Tschermak. Den heutigen Namen hat sie seit 1950.

## Vergebene Ehrungen
Die Gesellschaft verleiht die Friedrich-Becke-Medaille, benannt nach dem Mineralogen Friedrich Johann Karl Becke, sowie den Felix-Machatschki-Preis.

### Ehrenmitglieder
| - Franz Angel - Karl Franz Johann Chudoba - Eberhard Clar - Georg Gasser - Victor Mordechai Goldschmidt - Haymo Heritsch - Emilie Jäger - Johann von Karabacek - Alois Kieslinger - Rudolf Koechlin | - Karl Kontrus - Gero Kurat - Fritz Laves - Adolf Lechner - Heinz Meixner - Gerhard Niedermayr - Ernst Heinrich Niggli - Walther E. Petrascheck - Anton Preisinger - Percy Dudgeon Quensel | - Otto Rotky - Erich Schroll - Hilmar Schumann - Wladimir Stepanowitsch Sobolew - Karl Hugo Strunz - Eugen Friedrich Stumpfl - Ekkehart Tillmanns - Miklós Vendel - Isidor Weinberger - Josef Zemann |

## Publikationen
- Mitteilungen der österreichischen Mineralogischen Gesellschaft (Mitt.ÖMG), jährlich und Sonderbände, ISSN 1680-8959[3]

Die Mitteilungen erschienen:
- Mitteilungen der Wiener Mineralogischen Gesellschaft, Hrsg.: Wiener Mineralogische Gesellschaft, Band 1–110, Wien, 1901–1948/50
Beilage zu Tschermaks mineralogische und petrographische Mitteilungen, 1901–1926 und 1948/50 (1950 erschienen)
Beilage zu Mineralogische und petrographische Mitteilungen, 1927–1928
Beilage zu Zeitschrift für Kristallographie, Mineralogie und Petrographie, Abteilung B, 1929–1943 (nicht in Österreich erschienen)
- Mitteilungen der Österreichischen Mineralogischen Gesellschaft. 
Beilage zu: Tschermaks mineralogische und petrographische Mitteilungen, Hrsg.: Österreichische Mineralogische Gesellschaft, Band 111–122, Wien, 1948/49 (1951 erschienen) – 1969
- Mitteilungen der Österreichischen Mineralogischen Gesellschaft. Hrsg.: Österreichische Mineralogische Gesellschaft, Band 123, Wien, 1970 ff

Sie sind bisher ab Band 142 (1997) retrodigitalisiert und frei einsehbar.